# 接力賽跑
接力賽跑屬於田徑運動的一類，為多人合作的徑賽項目。同隊選手之間以30厘米長的金屬圓棒為傳接工具，稱之為接力棒，必須在接棒區內接棒。當拿着棒的跑手快接近時，即將接棒的跑手便已開始起跑，以便達到最高速度時接棒。因此，接力賽跑的成績除以選手人數通常比獨立項目的成績為快。根據選手的個人最佳速度，接力賽跑的接棒順序安排通常如下：第二快、第三快、最慢、最快。如果站出了跑道或選手已離開接捧區時仍未完成接棒者，全隊會被取消資格。
除了首位選手用蹲踞式起跑之外，其他人都是站立起跑。
交棒的手勢分上挑傳棒和下壓傳棒。上挑傳棒有跌棒的可能性較大。
奧運的圣火點燃就參考了接力賽跑的形式。游泳亦有接力賽，但沒有接力棒，而是以前位選手碰觸池壁交接。